# Grace Gao
Grace Gao (* 17. Oktober 1989 in Peking) ist eine kanadische Badmintonnationalspielerin chinesischer Herkunft. 

## Karriere
Grace Gao wurde 2009 und 2011 kanadische Meisterin. 2010 siegte sie bei den Santo Domingo Open, den Peru International und den Guatemala International.

## Sportliche Erfolge
| Saison | Veranstaltung                 | Disziplin   | Platz | Name                         |
| ------ | ----------------------------- | ----------- | ----- | ---------------------------- |
| 2009   | Kanada: Einzelmeisterschaften | Damendoppel | 1     | Milaine Cloutier / Grace Gao |
| 2010   | Santo Domingo Open            | Mixed       | 1     | Toby Ng / Grace Gao          |
| 2010   | Peru International            | Mixed       | 1     | Toby Ng / Grace Gao          |
| 2010   | Guatemala International       | Mixed       | 1     | Toby Ng / Grace Gao          |
| 2011   | Kanada: Einzelmeisterschaften | Mixed       | 1     | Toby Ng / Grace Gao          |
| 2011   | Panamerikanische Spiele       | Mixed       | 1     | Toby Ng / Grace Gao          |